# Ново царство
Новото царство е периодът от 1580 до 1070 пр.н.е. от историята на Древен Египет, свидетел на най-голям напредък и разцвет, изразен най-вече в териториално разширение и огромно строителство. Столица е град Тива. Започнали завоевателни походи към съседните земи.

## Династии
То включва 3 династии:
- XVIII династия (от около 1552 до 1292 пр.н.е.);
- XIX династия (от около 1292 до 1186 пр.н.е.);
- XX династия (от около 1186 до 1069 пр.н.е.);

## Известни личности
- Аменхотеп III
- Тутмос III
- Хатшепсут
- Ехнатон
- Тутанкамон
- Хоремхеб
- Рамзес I
- Сети I
- Рамзес II
- Таусерт
- Сетнахт

## Архитектурни паметници
- храмът в Луксор
- гробницата на Сети I
- Рамазеум
- Абу Симбел